# Concio
Concio (assemblée populaire) fut une institution de la République vénitienne détentrice du pouvoir législatif avant son remplacement progressif par le Grand Conseil. Elle est à ce titre un équivalent des Arengo d'autres cités italiennes pendant le Moyen Âge et la Renaissance.

## Histoire

### Les origines et la conquête du pouvoir pour l’élection duDoge
Les origines des assemblées populaires sont incertaines. Des assemblées des hommes libres existaient déjà aux VI-VIIème siècles dans plusieurs villes de la Venise maritime pour les élections des magistrats locaux (ou tribuns). Bien que les traditions vénitiennes passassent par une assemblée générale des Vénitiens, en 697 le choix du premier doge, Paolo Lucio Anafesto, a été la prérogative de l’empereur byzantin via l’exarchat de Ravenne.
La première réelle élection était probablement celle du troisième doge, Orso Ipato, quand en 726 les Vénitiens, rejetant les mesures iconoclastes imposées par l’empereur byzantin Léon III, choisirent leur propre représentant. À la mort d’Orso néanmoins, les byzantins remplacèrent le gouvernement par une cour ducale, renouvelés chaque année, les magistri militum, jusqu’à 742 quand l’empereur accorda formellement à la population le droit d’élire le doge.
Le pouvoir de l’assemblée devait encore être défini précisément et l’auteur John Deacon reportait qu’en 887 le doge Giovanni Participazio II dut réaffirmer qu’il était de la responsabilité de l’assemblée du peuple d’élire le doge.

### La lutte pour le pouvoir
Malgré le pouvoir délégué au concio, au cours du temps de nombreux ducs essayèrent de changer l’assemblée, faisant évoluer la monarchie élective en un système héréditaire. Une des stratégies fut de contourner le pouvoir électoral du concio en associant au trône un co-régent, aussi appelé co-dux, choisi parmi ses enfants ou proches parents. Cette personne pouvant succéder automatiquement au doge à son décès, étant déjà sur le trône en tant que co-régent et donc en position de force.
Il n’y a pas de certitude quant au rôle que l’assemblée avait au moment du couronnement du co-régent, et s’il pouvait exercer une sorte de confirmation du choix de ce dernier. Quoi qu’il en soit, entre le VIIIe et le XIe siècle, il y eut au moins quinze co-régents qui furent associés au trône.
Cette phase chaotique se résolut en 1032 quand le concio refusa de reconnaître le couronnement de Domenico Orseolo, et choisit à sa place Flabanico Domenico. C’est à cette période que le concio disposa la première loi de la république constitutionnelle. Cette loi interdit la pratique de l’association au trône, faisant chuter du pouvoir la famille régnante les Orseoli, et imposant au doge deux conseillers ducaux chargés de surveiller ses faits et gestes.

### La création des institutions municipales et la perte de pouvoir du concio
Après cette période, le concio était de fait l’arbitre suprême de l’État. Il devint nécessaire à cette assemblée de penser des institutions permanentes, à même de remplacer les anciens pouvoirs ducaux. Dans le même temps, les anciennes familles nobles n’avaient plus autant d’intérêt à promouvoir un souverain héréditaire et commencèrent à former, au côté d’autres familles de notables, une classe aristocratique à même d’influencer voire de mener la politique de la ville.
En 1143, la ville créa le Consilium Sapientium (« conseil des sages » lit.), une nouvelle assemblée qui fut nommée par le doge, et chargée d’assister ce dernier à la conduite de l’État. Cette nouvelle forme de gouvernement communale fut le début de la Commune Veneciarum.
La première étape qui marqua le début du déclin du pouvoir du concio arriva en 1172. Le Consilium Sapientum devint le grand conseil et se vit attribuer le pouvoir législatif. C’est aussi à ce moment qu’il fut décidé de confier l’élection ducale à sept grands électeurs, eux-mêmes élus par le concio.
La seconde étape eut lieu en 1178 quand le concio perdit encore du contrôle sur le choix du doge. Les sept grands électeurs ne choisiraient plus directement le doge, au lieu de cela ils en tiraient quatre au sort parmi eux, ces derniers ayant la tâche de nommer une assemblée de quarante personnes qui auront eux la tâche d’élire le doge. Le conseil des quarante finit néanmoins par se débarrasser de cette prérogative et demeura au pouvoir comme assemblée gouvernementale et cour suprême.
En 1207, la nomination des membres du grand conseil fut confiée à un petit groupe de trois votants, ramené à sept en 1230. Une conséquence de ces choix fut que la part d’aristocrate dans ces corps gouvernementaux augmenta. Le statu quo du pouvoir populaire, supporté par l’aristocratie, se brisa en 1286 après que deux tentatives d’empêcher les familles non aristocratiques d’accéder au grand conseil échouèrent. Cela marqua le début d’une hostilité ouverte entre les deux factions. Après un troisième rejet en 1296, la proposition Serrata fut finalement approuvée le 28 février 1297 avec le soutien du doge Pietro Gradenigo.
Des tentatives de restauration du pouvoir populaire eurent lieu en 1300 et en 1310, menées par Marin Bocconio et Tiepolo, mais échouèrent. Le pouvoir à Venise sera aristocratique.

### La dissolution
Privé de tout pouvoir réel, le concio du peuple survit seulement comme une formalité, ayant le rôle hautement symbolique d’acclamer les nouveaux doges. Ces derniers restaient présentés à la foule selon la formule traditionnelle : 
Vénitien : Questi xe monsignor el Doxe, se ve piaze !
Français : Voici notre souverain le doge, si cela vous plaît !
Ses réunions étaient à ce point purement formelles et sans conséquence sur les affaires de l’état, l’assemblée fut officiellement abolie en 1423. Seule demeura le rituel d’approbation du doge, jusqu’à la chute de la république de Venise, en 1797 

### Sources
- Diehl, Charles: La Repubblica di Venezia, Newton & Compton editori, Roma, 2004.  (ISBN 8854100226)